# En svensk Markuspassion
En svensk Markuspassion, ett passionsoratorium för två körer (en blandad kör och en diskantkör) soli och orkester av tonsättaren Fredrik Sixten.
Uruppförandet ägde rum i Härnösands domkyrka den 4 april 2004 och verket är den första svenska kompletta passionsmusiken för kör, solister och kammarorkester influerat av svensk folkton. Verket bygger på de två sista kapitlen i Markusevangeliets berättelse om Jesu sista timmar innan han korsfäst och dör. Berättelsen interfolieras av koraler, vars texter är författade av Bengt Pohjanen. Verkets inledningskör och slutkör har texter hämtade från Jesaja i Gamla Testamentet. Dessa är texter som både förutspår Jesus som "Herrens lidande tjänare" men som också pekar mot uppståndelsen i citat som "Herrens vilja ska förverkligas genom honom".
Verket bär starka influenser av både folkton, konstmusik och barockens affektlära. Tonsättaren har skapat en nydanande syntes av dessa olika ingredienser. Bengt Pohjanen har skapat meditativa koraltexter som sätter åhöraren mitt i dramat. Det är första gången i musikhistorien som en kvinna (sopransolo) har rollen som evangelist.
Verket har framförts ett drygt 50-tal gånger. Det finns dokumenterat på CD (Caprice Records) och noterna är utgivna på Gehrmans musikförlag. Det finns också en skrift som behandlar både Markusevangeliets teologi och historia av teol. dr Arne Wiig samt bakgrunden till verket och hur det är uppbyggt.
Den 14 april 2009 fick verket sin första utländska premiär i St Mary's Cathedral i Glasgow. 2011 framfördes verket i Nidarosdomen i Trondheim i Norge. Delar av verket har också uppförts i USA och i Litauen.

## Medverkande vid uruppförandet i Härnösands domkyrka
- Maria Vokalensemble
- Diskantkör från Adolf Fredriks Musikklasser
- Jeanette Köhn, Evangelist (sopran)
- Jesper Taube, Kristus (bas)
- Orkester
- Ragnar Bohlin, dirigent